# Bob Clark (regisseur)
Benjamin "Bob" Clark (New Orleans (Louisiana), 5 augustus 1939 – Los Angeles (Californië), 4 april 2007, was een Amerikaanse filmregisseur, -producent en scenarioschrijver, voornamelijk bekend van de kerstkomedie A Christmas Story en de eerste twee Porky's-films.
Clark studeerde aan Hillsdale College te Michigan en theater aan de Universiteit van Miami. In Miami ontmoette hij Alan Ormsby, met wie hij regelmatig scenario's zou schrijven. Begin jaren zeventig werd Clark bekend door een serie van goedkoop geproduceerde horrorfilms, waarvan Children Shouldn't Play with Dead Things uit 1972 de eerste was. In 1974 maakte hij de succesvolle horrorfilm Black Christmas, die later een cultstatus zou krijgen.
Na onder andere de Sherlock Holmesfilm Murder by Decree (1979) en het drama Tribute (1980), met Jack Lemmon in een Oscargenomineerde rol, bracht Clark in 1982 de tienersekskomedie Porky's uit. Naast regisseur was hij tevens de producent en scenarioschrijver van de film. Porky's was een groot succes en groeide uit tot de bestbezochte film van het jaar. Een jaar later regisseerde Clark het vervolg, Porky's II: The Next Day.
In 1983 bracht hij tevens A Christmas Story uit, een nostalgische kerstfilm gebaseerd op een kort verhaal van Jean Shepherd. De film was een bescheiden succes in de bioscoop, maar kreeg goede kritieken en groeide in latere jaren in de Verenigde Staten uit tot een kerstklassieker, mede doordat de film daar nog jaarlijks in het kerstseizoen op televisie wordt uitgezonden.
Zijn latere films kregen overwegend slechte kritieken en de meeste films flopten. Baby Geniuses uit 1999 en het vervolg Superbabies: Baby Geniuses 2 worden zelfs gerekend tot de slechtste films aller tijden. Voor zowel de komedie Rhinestone (1984, met Dolly Parton en Sylvester Stallone in de hoofdrollen) als SuperBabies werd hij genomineerd voor een Golden Raspberry Award voor slechtste regisseur.
De laatste projecten waaraan Bob Clark werkte waren twee remakes van oudere films van zijn hand, Children Shouldn't Play with Dead Things en Porky's. De laatste film zou worden geproduceerd door Howard Stern. Een remake van Black Christmas kwam uit in 2006.
In de ochtend van 4 april 2007 kwamen Clark en zijn 22-jarige zoon Ariel om bij een auto-ongeluk. Ze raakten betrokken bij een frontale botsing met een SUV op de Pacific Coast Highway in Pacific Palisades, Los Angeles. Clark en zijn zoon waren op slag dood. De bestuurder van de SUV werd aangehouden op verdenking van rijden onder de invloed van alcohol. Als gevolg van het ongeluk was de autoweg acht uur gesloten. Bob Clark werd 67 jaar oud.

## Filmografie (selectie)
- Children Shouldn't Play with Dead Things (1972)
- Dead of Night (1972)
- Black Christmas (1974)
- Murder by Decree (1979)
- Tribute (1980)
- Porky's (1982)
- Porky's II: The Next Day (1983)
- A Christmas Story (1983)
- Rhinestone (1984)
- Turk 182! (1985)
- From the Hip (1987)
- Loose Cannons (1990)
- Baby Geniuses (1999)
- Superbabies: Baby Geniuses 2 (2004)

- Biblioteca Nacional de España: XX1105123
- Bibliothèque nationale de France: cb14087850t (data)
- Gemeinsame Normdatei: 1069086134
- International Standard Name Identifier: 0000 0001 1778 6431
- Library of Congress Control Number: no95037321
- Nationale Bibliotheek van Tsjechië: xx0097363
- Nederlandse Thesaurus van Auteursnamen: 071386750
- SNAC: w65x6t2s
- Système universitaire de documentation: 170427897
- Virtual International Authority File: 106693975
- WorldCat: E39PBJhRHfhH4Qw64pWgmgfjG3